# Gentiana billingtonii
Gentiana billingtonii är en gentianaväxtart som beskrevs av Oliver Atkins Farwell och J. S.Pringle. Gentiana billingtonii ingår i släktet gentianor, och familjen gentianaväxter. Inga underarter finns listade i Catalogue of Life.